# سد جره (دوران جدید)

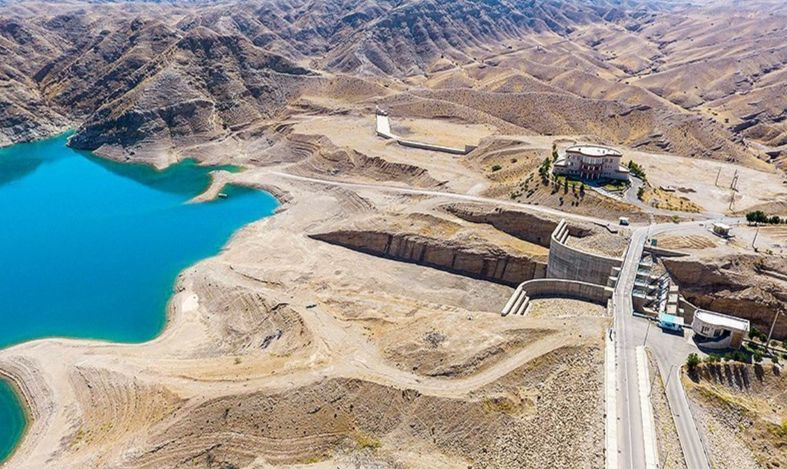
سد جره - خرداد ۱۴۰۰

سد مخزنی جره در استان خوزستان شهرستان رامهرمز و در ۳۵ کیلومتری شمال شرقی رامهرمز و ۱۹ کیلومتری باغ‌ملک احداث شده‌است.

## ویژگی‌ها
سد خاکی مخزنی جره با هسته رسی، تاجی به طول ۷۳۳ متر و مخزنی به ظرفیت ۲۶۰ میلیون متر مکعب دارد.
حجم بدنه خاکی این سد شش میلیون و ۲۰۰ هزار متر مکعب بوده و ظرفیت تخلیه سیلاب آن حداکثر پنج هزار و یکصد متر مکعب در ثانیه‌است.

## رتبه
این سد به عنوان پنجمین سد خاکی استان خوزستان از لحاظ جنس و ابعاد (بعد از سد کرخه، سد مارون، سد مسجد سلیمان و سد گتوند علیا) به شمار می‌آید.

## سودمندی
سودمندی‌های این سد، تأمین آب مورد نیاز زمین‌های کشاورزی دشت رامهرمز به وسعت ۲۲ هزار و ۳۰۰ هکتار، کنترل سیلاب رودخانه زرد و امکان تولید انرژی برق آبی به میزان ۴۸ گیگاوات ساعت در سال.
با بهره برداری کامل این سد، چهار هزار فرصت شغلی در بخش کشاورزی، گردشگری و صنایع جانبی ایجاد خواهد شد.

## نگارخانه

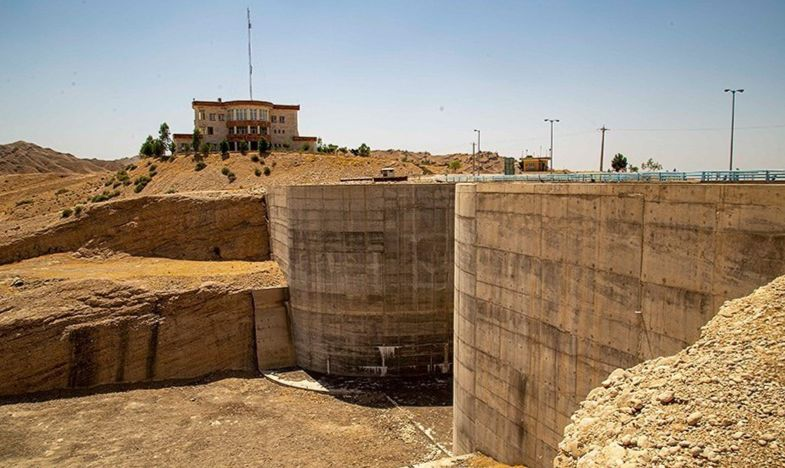
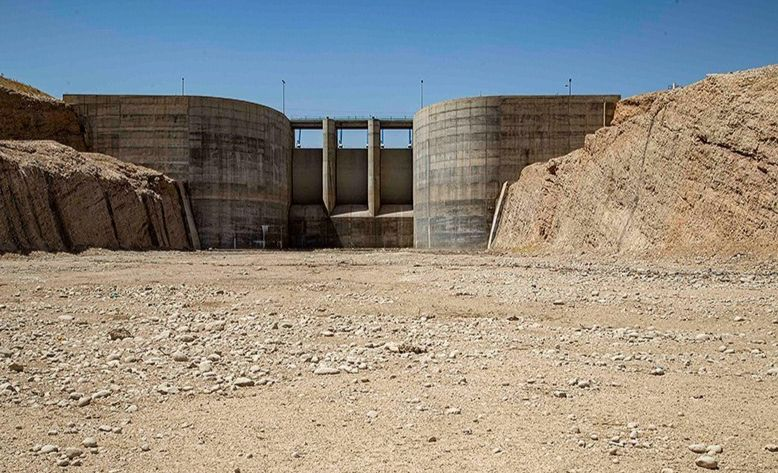
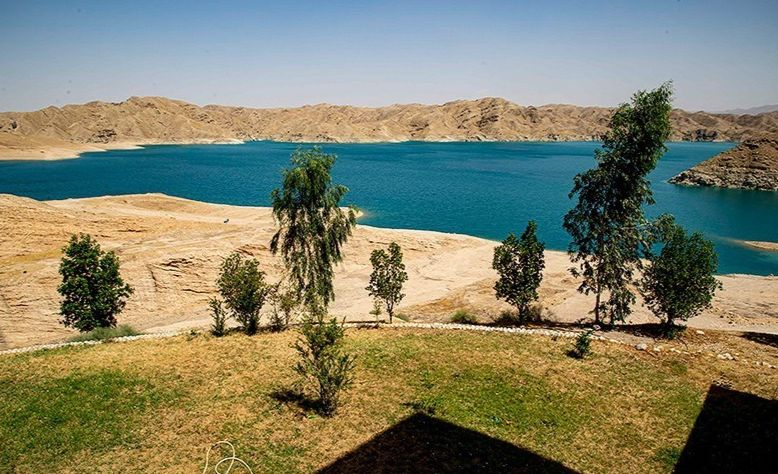
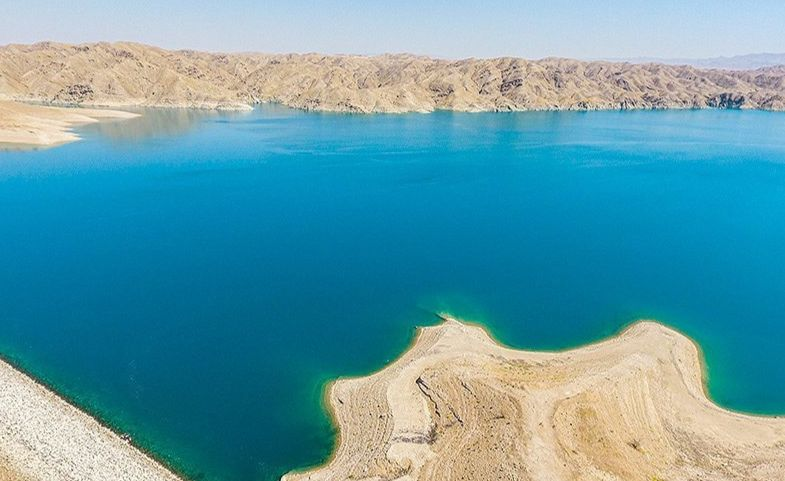

## منبع
http://news.moe.org.ir/vdcaion6.49n6y15kk4.html%5Bپیوند+مرده%5D